# 고귀한 거짓말
플라톤의 《국가》에서 고귀한 거짓말은 사회 조화를 유지하기 위해 엘리트가 고의로 퍼뜨린 신화 또는 거짓말이다. 이에 대한 묘사는 플라톤의 『국가』가 쓰인 고대 그리스 시기까지 거슬러 올라간다.
플라톤은 신화 또는 금속의 비유로 알려진 가상의 이야기에서 고귀한 거짓말(γενναῖον ψεῦδος, gennaion pseudos)을 제시했다. 여기에서 소크라테스는 플라톤이 제안한 국가를 구성하는 세 가지 사회 계급의 기원을 제공한다. 소크라테스는 사회적으로 계층화된 사회를 영혼에 대한 은유로 말한다.

## 플라톤의 고귀한 거짓말
우리는 그들에게 계속해서 이야기를 들려줄 것이네. '이 나라에 사는 여러분은 형제들이오. 그러나 신께서 여러분을 만들 때 여러분 가운데 치자로서 적합한 자들에게는 황금을 섞었는데, 이들이야말로 가장 존경스러운 자들이기 때문이오. 신께서는 보조자들이 될 자들 에게는 은을, 농부들과 그 밖의 일꾼들에게는 무쇠와 청동을 섞었소. (...) 만약 그들의 자손 중 한 명이 청동이나 무쇠가 섞여 있는 것으로 드러나면, 그들은 인정사정없이 그에게 본성에 적합한 사회적 지위를 주어 일꾼이나 농부 계급으로 강등시켜야 하오. 반면 일꾼이나 농부의 자식이 황금이나 은이 섞여 태어나면, 그들은 그를 존중하여 수호자나 보조자의 지위로 승진시켜야 하오. 또한 그들이 그렇게 하지 않을 수 없는 까닭은, 무쇠나 청동이 섞인 자가 나라의 수호자가 되면 나라가 망할 것이라는 신탁이 있었기 때문이오.' 자네는 사람들이 이런 이야기를 믿게 할 무슨 방도가 있는가?"— 플라톤, 『국가론』 3권 415a-415c

플라톤(또는 대화편 속에서 소크라테스)은 『국가론 』 제3권 415a-417b 에서 사회적 위계를 정당화하는데 그치지 않고 각 계층이 몫과 역할을 교환하고 균형 있게 배분함으로써, 계층 간 적대가 격화되는 것을 막고 서로 다른 계층을 조화롭게 묶어낼 방안을 마련하려 한다.
여기서 '혼의 금'은 실제 금속이 아니라 수호자의 내면에 깃든 고결함을 뜻한다. 반대로 '땅의 금'은 현실의 부를 가리키며, 시기와 탐욕, 음모와 부패를 부르는 근원으로 그려진다. 따라서 그는 지배층과 피지배층이 각기 다른 자격을 가져야 한다고 주장한다. 지배층은 영혼 속 '금, 은'에 비유되는 덕을 지니므로 세속적 부를 축적할 경제적 자격에서 배제되어야 한다. 반대로 생산층은 '동'에 해당하는 기질을 가진 만큼 부와 재산을 형성하고 교환에 참여하나, 정치에는 관여하지 못하게 해야한다는 것이다. 그는 지배계급과 피지배계급이 정치적 권한와 경제적 권한의 두 종류의 자격을 서로 맞교환해야 한다고 봤다. 이 두 권역이 뒤섞일 때 공동체의 불행과 불의가 시작된다.
우리는, 그들의 혼에는 이미 신이 주신 신성한 금과 은이 영원히 내재하는 만큼 그들에게는 따로 인간의 금이 필요 없으며, 그들이 갖고 있는 천상의 금을 지상의 금과 섞어 오염시키는 것은 신성모독인데, 그 까닭은 그들의 금은 순수하지만 사람들 사이에 유통되는 금은 수많은 악의 원천이기 때문이라고 일러주어야 하네. (...) 그래야만 그들 자신도 안전하고, 국가도 안전할 것이네. 그들이 일단 토지와 집과 돈을 사유하기 시작하면, 수호자가 되는 대신 재산 관리인과 농부가 될 것이며, 다른 시민들의 협력자에서 적대적인 주인으로 바뀔 것이네. 그들은 미워하고 미움받으며, 음모를 꾸미고 음모의 대상이 되며, 외부의 적들보다 내부의 적들을 훨씬 더 두려워하며 한평생을 보낼 것이네. 그리하여 그들 자신도, 국가 전체도 임박한 파멸을 향해 재빨리 내달을 것이네.— 플라톤, 『국가론』 3권 417a-417b

## 플라톤의 고귀한 거짓말에 대한 비판
《열린 사회와 그 적들》에서 칼 포퍼에 따르면, 종교의 궁극적인 기초가 되는 관습, 아니 발명품을 만든 것에 대해 적어도 우리가 플라톤이 이 모든 것을 냉소적으로가 아니라 진심으로 의미했다고 가정한다면 플라톤에게 종교는 고귀한 거짓말이다. 포퍼는 플라톤의 종교 개념이 이후의 사상에 큰 영향을 미쳤음을 발견했다.
레오 스트라우스는 플라톤 등의 사상가들이 훌륭하고 유능한 정치인이 완전히 진실하면서도 여전히 사회의 필요한 목적을 달성할 수 있는지에 대한 문제를 제기했다고 언급했다.  여기에는 국가의 토지가 불법적으로 획득되었을 가능성이 있음에도 불구하고 국가에 속한다는 믿음과 시민권은 출생의 우연 이상의 무언가에 뿌리를 두고 있다는 믿음이 포함된다. 함축적으로 스트라우스는 독자들에게 고귀한 거짓말이 폴리스를 통합하고 인도하는 데 전혀 역할이 없다는 것이 사실인지 생각해 보라고 요청한다. 그는 사람들에게 의미와 목적을 부여하기 위해 신화가 필요한지, 니체적인 언어로 "치명적인 진실"에 대한 끊임없는 조사에 전념하는 사람들이 자유롭게 번성할 수 있다고 가정하는 보다 회의적인 태도와 대조적으로 신화가 안정적인 사회를 보장하는지에 대해 질문한다. 그러면서 정치적, 인식론적 절대성에 한계가 있을 수 있는지에 대한 연구로 결론을 내린다.

## 같이 보기
- 도덕극
- 온정주의
- 법률 (대화편)
- 산타클로스